# Hichiriki
Hichiriki (jap. 篳篥) – tradycyjna japońska odmiana oboju cylindrycznego, jeden z dwóch rodzajów instrumentów dętych obok fletu ryūteki (także ryōteki, „smoczy flet”, bambusowy flet poprzeczny o średniej wysokości, pokryty korą, z siedmioma otworami), używanych w muzyce gagaku. Jest instrumentem prowadzącym melodię, którą odgrywają flety.

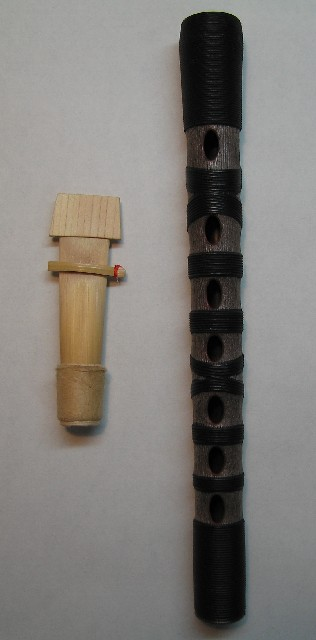
Hichiriki

Traktowany jako instrument rytualny, hichiriki jest często używany także podczas shintoistycznych ceremonii ślubnych. Wywodzi się z chińskiego guan lub bili, i spokrewniony jest także z koreańskim piri.